# Nemzeti Infrastruktúra Fejlesztő Zrt.
A NIF Nemzeti Infrastruktúra Fejlesztő Zrt. (NIF Zrt.; korábban: Nemzeti Autópálya Rt.) 100%-ban a Magyar Állam tulajdona, a tulajdonosi jogok gyakorlója az Innovációs és Technológiai Minisztérium (ITM).
Állami tulajdonú fejlesztő társaságként – elsősorban társadalmi igényeket kiszolgálva – gazdasági és közlekedési szakmai programokat valósít meg.
A 362/2022. (IX. 19.) Korm. rendelet szerint a NIF Nemzeti Infrastruktúra Fejlesztő zártkörűen működő Részvénytársaság 2023. január 1-jével megszűnik és feladatait jogutódként az Építési és Beruházási Minisztérium (1054 Budapest, Kossuth Lajos tér 2-4.) veszi át. Az Építési és Beruházási Minisztérium 2022. december 1-jétől Építési és Közlekedési Minisztériumként (1054 Budapest, Alkotmány utca 5.) folytatja tevékenységét.

## Fejlesztések[2][3]

### Főbb autópályák

#### M0

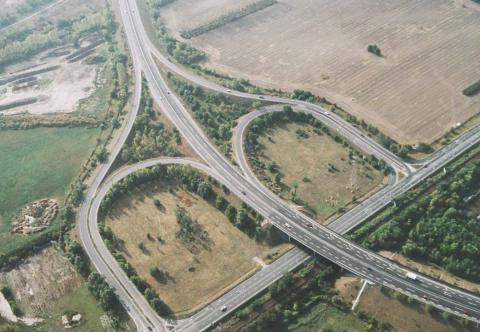
Az M0 gyorsforgalmi út

Egy főváros körüli gyorsforgalmi út gondolatát először dr. Vásárhelyi Boldizsár, a budapesti Műegyetem egykori professzora fogalmazta meg és vázolta fel az általa javasolt nyomvonalat – Budapesttől a mainál kissé távolabb vezetve – a magyar automobilutak hálózatáról 1942-ben megjelent munkájában. A megvalósításra azonban még több évtizedet kellett várni.
Az 1960–70-es években a fővárosba sugárirányban befutó autópályákat – az eredeti gondolattól eltérően – a Hungária körgyűrű vonalában egy városi magasvezetésű autópályával kívánták összefogni. A 70-es évek közepén ezt a koncepciót elvetve ismét a főváros külső térségében, illetve határában vezetett autópálya kiépítésének a gondolata fogalmazódott meg. Miután a belső területek egyre intenzívebben beépültek, a vonalváltozatok fokozatosan a fővárosi határ térségébe kerültek.
Az M0 gyűrűnek négy fő funkciót kell ellátnia. A gyűrű összeköti és hálózattá szervezi a sugárirányú gyorsforgalmi utakat, tehermentesíti a főváros sűrűn lakott belső területeit az átmenő forgalomtól, forgalmi gyűjtő, elosztó szerepet lát el, valamint elősegíti a fővárosi külső kerületek és az agglomerációs települések egymás közötti forgalmának lebonyolítását.
Az M0 útgyűrűt 4 fő szakaszra bontották, ezek az M0 déli (M1-es és M5-ös autópályák közötti), keleti (M5–M3), északi (M3-as autópályától a 10-es útig) és a nyugati szektorai (10-es út – M1-es autópálya).

#### M1

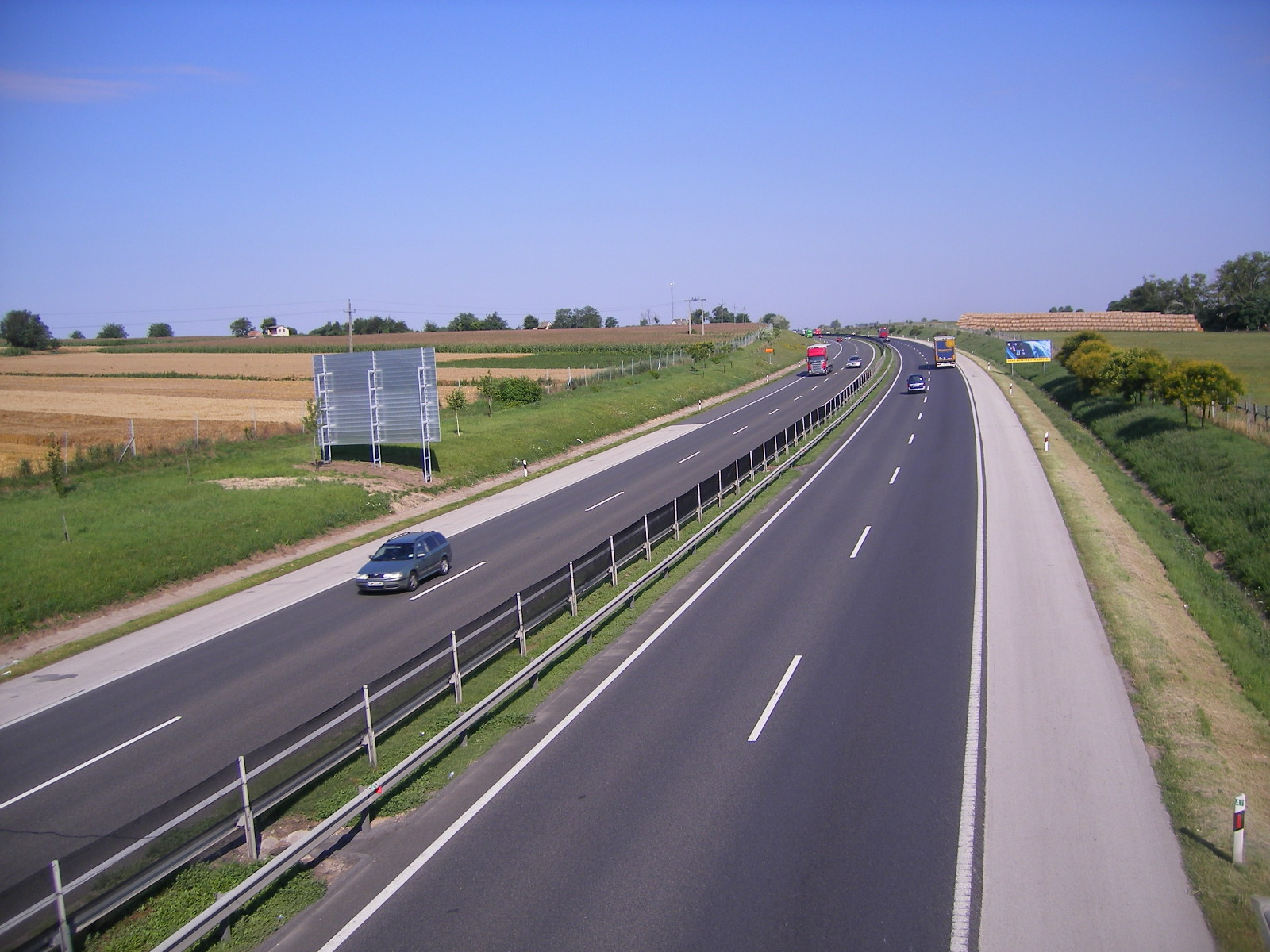
Az M1 autópálya

Az M1-es autópálya Budapest–Tatabánya–Győr–Hegyeshalom vonalon Ausztrián át, az M15-ös autópálya belőle kiágazva Levél–Rajka vonalon Szlovákián át teremt gyorsforgalmi, közúti kapcsolatot Európa nyugati és északi országai felé.

#### M2

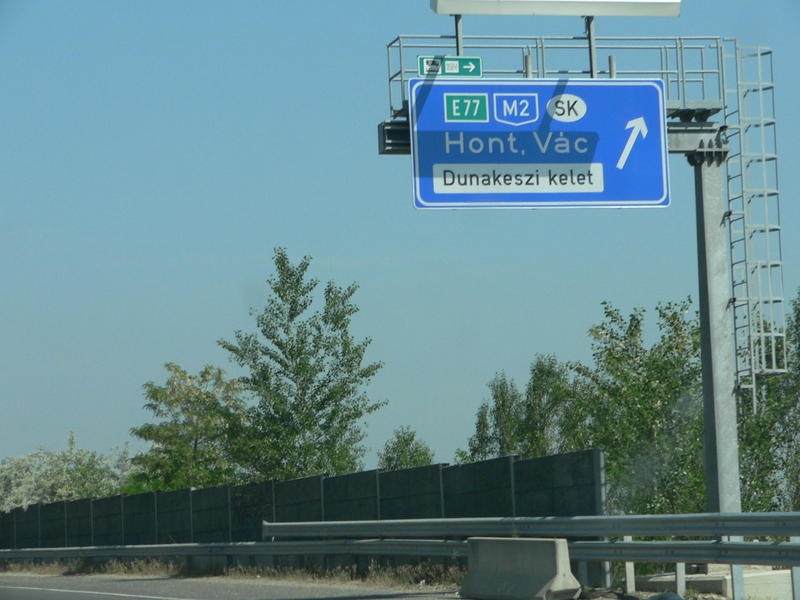
Az M2 autóút

Az M2-es autóút az E77 jelzésű európai úthálózat része lesz, amely Budapestet köti a magyar–szlovák határral Parassapusztánál. Jelenlegi kiépítettségénél fogva is két fő, a Budapest–Vác és Vác–országhatár közötti szakaszból áll.

#### M3

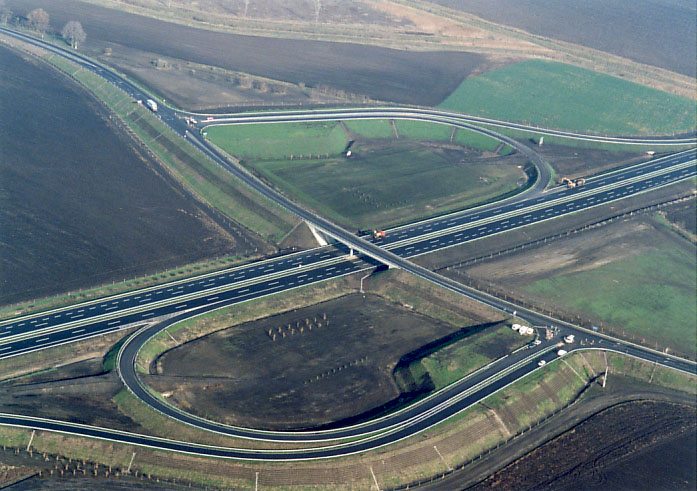
Az M3 autópálya

Az M3-as autópálya az V. számmal megjelölt Velence–Trieszt–Ljubljana–Budapest–Lviv–Kijev irányú közép-kelet európai közlekedési folyosó része, ezért fontos kelet–nyugati tranzitszerepet tölt be az áruszállításban.
Az M3-as autópálya a magyar autópálya- és úthálózat egyik fontos eleme, a délnyugat-északkeleti átlós irányú fő közlekedési vonal Budapesttől keletre eső részét alkotja. Ukrajnán keresztül Kelet-Európa, Szlovákián keresztül pedig Északkelet-Európa országai felé teremt gyorsforgalmi közúti kapcsolatot.
Az M3-as autópálya jelenleg Budapest és Nyíregyháza között üzemel 2×2 forgalmi sávval és 1-1 leállósávval.

#### M4
Az M4-es autópálya 2020. végére már több, mint 50%-ban elkészült. Jelenleg a Szolnokot északról elkerülő szakasza építés alatt és közeli átadási határidő előtt van, a Püspökladány és Berettyóújfalu közötti szakasza pedig frissen kapta meg az építési engedélyt. A Szolnok és Püspökladány közötti utolsó szakasz tervei jelenleg még nincsenek véglegesítve.
Az autópálya, a nyugati végéről jelenleg összeköti Budapestet Szolnokkal, a keleti vége pedig a romániai A3-as autópályát Nagykerekinél az M35-ös autópályával Berettyóújfalunál.
Az M4-es végleges útvonala alapján: Budapest – Liszt Ferenc Nemzetközi Repülőtér – M0 – Cegléd – Szolnok – Törökszentmiklós – Karcag – Püspökladány – Berettyóújfalu – Nagykereki – országhatár – A3-as autópálya - Bihar (Nagyvárad) útvonalon haladva fogja jelenti az E60-as európai közlekedési folyosó megújulását.

#### M5

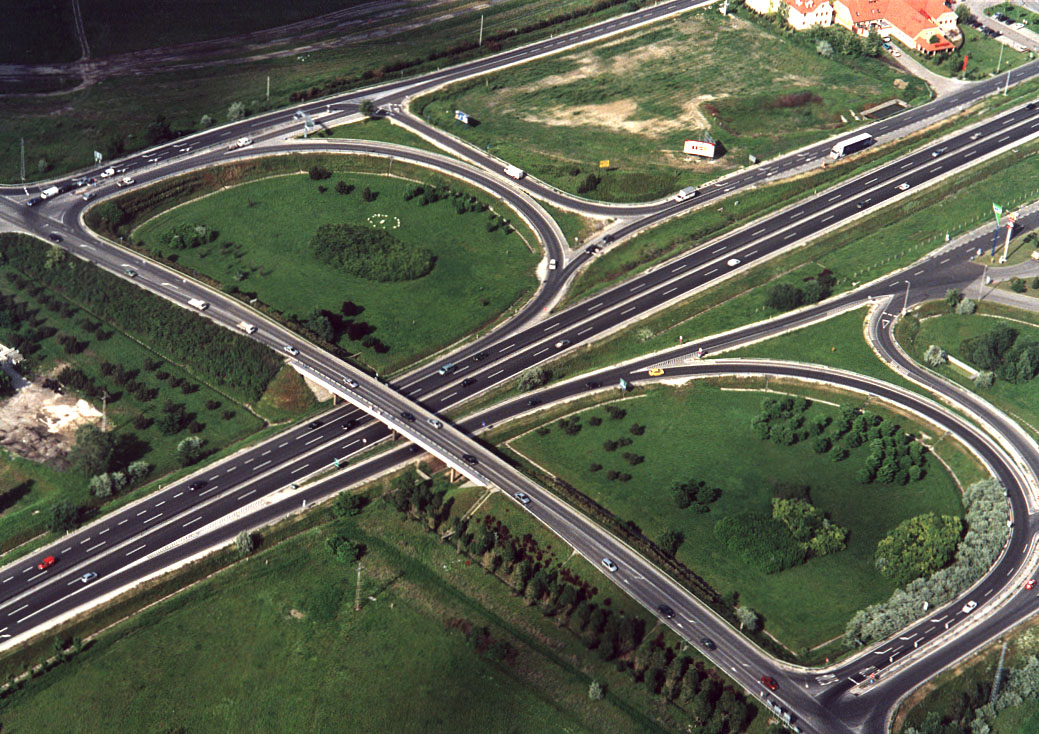
Az M5 autópálya

Az M5-ös autópálya az európai közúthálózat E75 jelű útvonalának, valamint a Helsinkiben elfogadott IV. közlekedési folyosónak is része, amely Magyarországon belül kapcsolatot biztosít a főváros és az ország déli területei között, nemzetközi viszonylatban pedig az észak-, északnyugat- és délkelet-európai országokat összekötő útvonalnak részeleme. Hazánkban az autópálya Budapestet köti majd össze. Ugyanakkor növekedett a lakossági nyomás, nőttek a telekvásárlási, házépítési igények az autópálya által érintett területsávban. A tervek birtokában minden érintett településen lakossági fórumra került sor, ahol a településen élők megismerhették az autópálya tervezett nyomvonalát. A fórumon elhangzott észrevételeket a továbbtervezés fázisaiban figyelembe vették. Az engedélyezési tervek végül 1991-ben készültek el.
Az M5-ös autópálya megvalósítása koncessziós szerződés keretében történt. A koncessziós versenytárgyalás meghirdetése 1992 áprilisában volt. 1994 februárjában megszületett az eredmény. A nyertes konzorciummal, a Hungarian Motorway International Consortiummal (HUMIC) a koncessziós szerződést 1994. május 2-án írta alá a Magyar Köztársaság nevében a közlekedési, hírközlési és vízügyi miniszter. A koncesszió ideje 35 év. A terület átadása, a koncessziós szerződés hatályba lépése 1996. január 5-én történt meg. A konzorcium által létrehozott koncessziós társaság az Alföld Koncessziós Autópálya Rt. - AKA Rt.

#### M6

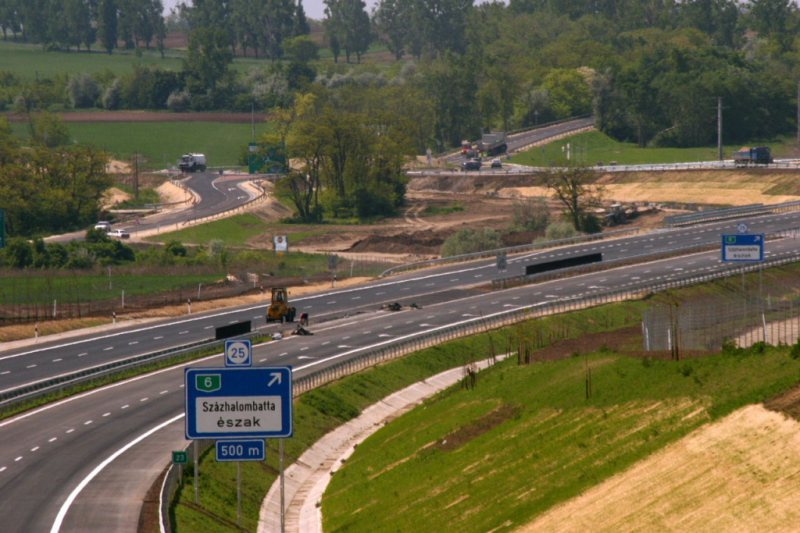
Az M6-os autópálya

Az M6/56-os autópályák a Helsinki V/C közlekedési folyosó részét képezik. Ez a közlekedési folyosó a München – Ankara tengelyből Budapestnél ágazik ki, és Eszék – Szarajevó – Plocse vonalon éri el az Adriát. Északi megfelelője a Budapest – Krakkó – Katovice – Gdańsk vonal a Balti-tenger irányában. Teljes hossza 252 km.
Minden szakaszra elfogadott előzetes környezeti hatástanulmány van, a közlekedési szaktárca a nyomvonalakat jóváhagyta. (Minden szakaszon 3 változatból választották ki a továbbtervezésre alkalmas nyomvonalat.)
A megelőző régészeti feltárások előkészítése megtörtént a teljes hosszon, hogy a régészeti feltárások és az esetleges leletmentések időben és pénzügyileg tervezhetők legyenek. A Dunával párhuzamosan futó nyomvonalon (a római limes mellett) 2 kilométerenként 3 lelőhellyel számolhatunk, a Baranya megyei szakaszon a lelőhelyek száma lényegesen kisebb.
Az M6/56-os összesen hat szakaszból áll:
- 1. szakasz: M0 – Érdi tető. Hossza: 7,7 km. 2x2 sávos autópálya. A szakasz 2 csomópontot tartalmaz.
- 2. szakasz: Érdi tető – Dunaújváros (a tervezett M8 autóútig). Hossza: 52 km. 2x2 sávos autópálya. A szakasz 11 csomópontot tartalmaz.
- 3. szakasz: Dunaújváros – Szekszárd (M8 – M9 autóutak között). Hossza: 67 km. 2x2 sávos autópályává fejleszthető autóút. A szakasz 7 csomópontot tartalmaz.
- 4. szakasz: Szekszárd – Bóly. Hossza: 47 km. 2x2 sávos autópályává fejleszthető autóút. A szakasz 7 csomópontot tartalmaz.
- 5. szakasz: Bóly – országhatár (határmetszéspont Ivándárdánál). Hossza: 23 km. 2x2 sávos autópályává fejleszthető autóút. A szakasz 3 csomópontot tartalmaz.
- 6. szakasz: Pécs bekötése (Bóly – Szentlőrinc között). Hossza: 55 km. 2x2 sávos autópályává fejleszthető autóút. A szakasz a Szekszárd – országhatár közötti szakasz Bóly (Mohács) melletti csomópontjából ágazik ki, és a 6. számú főutat Szentlőrincnél éri el. A szakasz 10 csomópontot tartalmaz, ebből 3 Pécs bekötését szolgálja.

#### M7

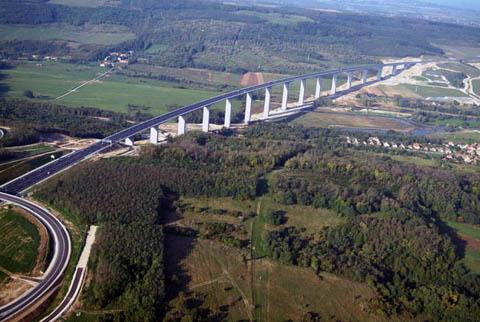
A kőröshegyi völgyhíd

Az M7-es autópálya délnyugat felé haladva Budapestet köti össze Letenyével. Az autópálya az alábbi városok mentén halad: Érd, Székesfehérvár, Siófok, Nagykanizsa. Az M7-es autópálya részét képezi az V. számú helsinki folyosónak, melynek az a célja, hogy az Adriai-tenger kikötői és a kelet-európai országok között létesítsen közúti kapcsolatot. Az M7-es autópálya Letenyétől nyugatra a 228. kilométer szelvénynél kettéágazik, az M7-es ágon a horvát, míg az M70-es ágon a szlovén határig utazhatunk.

#### M8
Az M8-as autópálya az E66 jelzésű európai úthálózat része, amely a magyar–osztrák határt köti össze majd az M4 autópályával, biztosítva a kelet-nyugati kapcsolatot az ország tengelyében. A sugaras rendszerű magyar közúthálózat egy igen fontos hiányzó eleme, hossza kb. 475 km. Szakaszolás szempontjából négy fő szakaszra bontható, első a Rábafüzestől Veszprémig, második a Veszprémtől Dunaújvárosig tartó rész, harmadik a dunaújvárosi Duna-hídja és Dunaújváros (M6) – Dunavecse (51. sz. főút) közötti rész, végül negyedik a Dunavecsétől (51. számú főút tervezett elkerülő szakasza) Szolnokig (M8–M4 csomópont) tartó rész.

#### M9
Az M9 autóút jelenleg még csak egy nagyon rövid szakaszon készült el, és az sem teljes kiépítettségben. A megépült út a 6-os utat köti össze az 51-essel, és magában foglalja a szekszárdi Duna-hidat. Kétszer egysávos, 21 km hosszú, 2003. július 3-án adták át a forgalomnak. Másik elkészült szakasza a kaposvári elkerülő út, mely jelenleg nagyrészt még csak 2 sávos, műtárgyait viszont 4 sávra számolva építették ki, így könnyen autópályává fejleszthető. A majdani autópálya további részei még csak tervezési fázisban vannak.
Útvonala csak mintegy iránymutatásként lett kijelölve, végleges nyomvonala még egyeztetés tárgyát képezi. Országhatár – Sopron – M86 – M8 – Nagykanizsa – M7 – Kaposvár – M6 – Szekszárd – M5 – Szeged útvonalon haladna. Ezáltal tehermentesítené a túlterhelt Bécs – Budapest – Szeged útvonalat.

## Környezet- és természetvédelem
Magyarországon a gyorsforgalmi úthálózat erőteljes fejlődésnek indult. A nyomvonalas létesítmények környezeti hatásait vizsgáló szakemberek érdeklődése korábban elsősorban a humán környezeti hatásokra terjedt ki (légszennyezés, zajártalom, balesetveszély), de a természetvédelmi szakemberek mindig hangsúlyozták a természetkímélő tervezés és kivitelezés fontosságát is.
A legtöbb nyugat-európai országgal összehasonlítva Magyarország természetességi helyzete nagyon szerencsés. A biogeográfiai helyzetből adódóan az élővilág sokfélesége, a biodiverzitás eleve nagy és a viszonylagos infrastrukturális elmaradottság miatt a természetes élővilágban is kevesebb károkozás történt, mint a fejlettebb nyugati országokban.[forrás?] Az ökológiai ismeretek bővülése, a törvényi szabályozás és a természetvédelmi szempontú tervezés napjainkra megteremtette a lehetőségét annak, hogy gyorsforgalmi hálózat tervbe vett építése során elkerüljük azt a természetrombolást, ami másutt már korábban végbement.
A közlekedési hálózat fejlesztésének legszembetűnőbb hatása az élővilágra az élőhelyvesztés. A mesterséges burkolt felület mellett kialakuló szegély-élőhelyek sokszor gazdagítják a lokális flórát és faunát, lehetővé teszik újabb fajok megjelenését.[forrás?] Gyakran láthatók zsákmányra leső egerészölyvek a vadvédő kerítések oszlopain. Ez a jelenség nem mindig szerencsés, mert az útpálya közelébe csalt állatok az elütés veszélyének is ki vannak téve. Az autópályát kísérő zöldsávban megjelenő új növények jelentős része gyom, vagy zavarástűrő faj, ezek elterjedéséhez épp az útszegélyek jelentik az ökológiai folyosót. A hazai ismert fauna mintegy 99%-át kitevő gerinctelenek különböző mértékben vannak kitéve a közlekedés hatásainak. Igen jelentős állománypusztítást okozhat a gépjárműforgalom olyan rovarfajok esetében, melyek viszonylag rövid időn belül nagy tömegben repülnek át az útfelület felett. Ilyen veszélynek vannak kitéve elsősorban rajzáskor a hazai méhfajok és egyes bogárfajok, valamint az éjjeli és nappali lepkefajok is. Az útfelület vonzása okozhatja a ragadozó vagy dögfogyasztó védett futóbogarak pusztulását is.
A gerincesek közül a kétéltűek az az állatcsoport, amely mind egyedszámban, mind fajszámban különösen veszélyeztetett. Számos tanulmány igazolja, hogy az utakon áthaladó forgalom drasztikusan csökkentheti a kétéltűfajok populációjának egyedszámát. Ennek oka elsősorban az, hogy a kétéltűfajok többségének a párzási, telelő és lakóhelye nem ugyanazon az élőhelyen belül található. A hibernációból tavasszal felébredő foltos szalamandra, gőte és békafajok elvándorolnak azokhoz a kisebb-nagyobb vízfoltokhoz, tavakhoz, ahol párzanak.

## Régészet
Az útépítéseket kísérő hatalmas földmunkákat, betonozásokat és aszfaltterítéseket ma már minden esetben megelőzi a tervezett nyomvonalon a föld alatt rejtőző régészeti lelőhelyek felderítése és megmentése. Az autópálya-építésekkel összefüggő megelőző régészeti feltárások óriási lehetőséget nyújtanak a Kárpát-medence történetének behatóbb megismeréséhez, hiszen az autópályák sávjai lényegében 100 m széles kutatószelvényként hálózzák be Magyarország területét. Ezek valójában olyan léptékű ásatásokat tesznek lehetővé, amelyek korábban elképzelhetetlenek voltak, így egy-egy történeti korszakból több hektár nagyságú településeket, sok száz síros temetőket, illetve több százezres emlék-együtteseket eredményeztek a legutóbbi időkben.
Nem véletlen tehát, hogy a magyar régészet utóbbi 25 évének legreprezentatívabb feltárásai közül kiemelkednek az autópálya-kutatások.
A Nemzeti Infrastruktúra Fejlesztő Zrt. kiemelt hangsúlyt fektetett arra, hogy a feltárások eredményeit a nagyközönséggel megismertesse, ennek érdekében megtervezte és már meg is építette az M3 autópálya polgári térségében a régészeti pihenőparkot, melynek neve M3 Archeopark lett.
Ez a beruházás lehetőséget ad arra, hogy az autópálya-építés többrétű missziójára rávilágítson, hogy felhívja a figyelmet a régészeti megelőző feltárások kulturális örökségvédelmi tevékenységére, és arra, hogy milyen sokrétű feladatot lát el a természetvédelem, a tájrehabilitáció területén is.